# Pomorzany (powiat koszaliński)
Pomorzany – wieś w Polsce położona w województwie zachodniopomorskim, w powiecie koszalińskim, w gminie Bobolice.

## Zabytki
- park dworski z aleją dojazdową, z drugiej poł. XIX, nr rej.: 1066 z 6.06.1980, pozostałość po dworze.